# Ostrivți, Dubrovîțea
Ostrivți (în ucraineană Острівці) este un sat în comuna Mociulîșce din raionul Dubrovîțea, regiunea Rivne, Ucraina.

## Demografie
Componența lingvistică a localității Ostrivți
     Ucraineană (99,62%)
     Alte limbi (0,38%)
Conform recensământului din 2001, majoritatea populației localității Ostrivți era vorbitoare de ucraineană (99,62%), existând în minoritate și vorbitori de alte limbi.